# هیندنبورگ (یخ‌شکن)
هیندنبورگ (یخ‌شکن) (به انگلیسی: Hindenburg (icebreaker)) یک کشتی بود.